# Scandichrestus
Scandichrestus is een geslacht van spinnen uit de familie hangmatspinnen (Linyphiidae).

## Soorten
De volgende soorten zijn bij het geslacht ingedeeld:
- Scandichrestus tenuis (Holm, 1943)